# Shuang long tu zhu
Shuang long tu zhu – hongkoński komediowy film akcji z 1986 roku w reżyserii Winga-Cho Yip.
Film zarobił 10 533 418 dolarów hongkońskich w Hongkongu.

## Obsada
Źródło: Filmweb

- Stanley Fung – chory człowiek w telewizji
- Wing-Cho Yip – pracownik hotelu
- Michael Chan – zabójca
- Dennis Chan – policjant
- Wu Ma – Lo-Ma
- Philip Chan – inspektor Chan
- May Lo – May Lo
- Deannie Ip – Anna
- John Shum – Beethoven
- Richard Ng – Chau